# Bauverwaltung Hannover

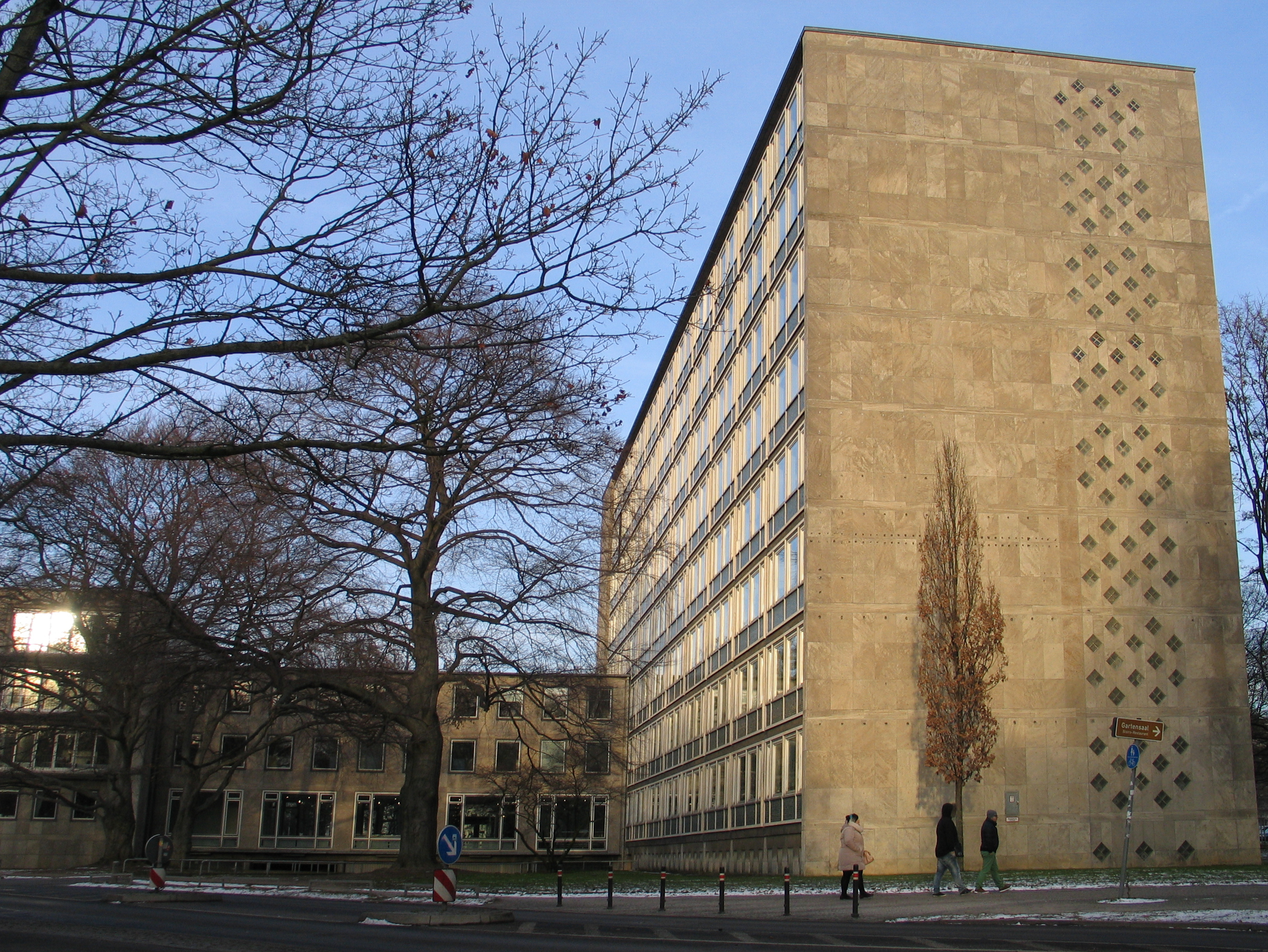
Der 8-stöckige Gebäuderiegel mit der Naturstein-Verkleidung an der Stirnseite, im Hintergrund der niedrige Mittelbau mit Eingangs- und Treppenhalle, gesehen von der Culemannstraße am Maschpark

Die Bauverwaltung Hannover, auch Städtische Bauverwaltung oder historisch Stadtbauamt im Bauamtshaus, ist die kommunale Behörde der niedersächsischen Landeshauptstadt Hannover für Gebäude und andere Bauten im hannoverschen Stadtgebiet. Neben dem „Bürgerservice Bauen“ ist das Amt unter anderem zuständig für die Themen Straßen, Brücken und Verkehr in Hannover, die Bauordnung einschließlich des Denkmalschutzes sowie für Stadterneuerung und Wohnen. Das dem Oberbürgermeister unterstellte Dezernat VI der Stadtverwaltung Hannover wird seit November 2020 von Stadtbaurat Thomas Vielhaber (SPD) geleitet und findet sich unter der Adresse Rudolf-Hillebrecht-Platz 1 westlich des Neuen Rathauses südlich des Friedrichswalls im Stadtteil Mitte.

## Aufgaben

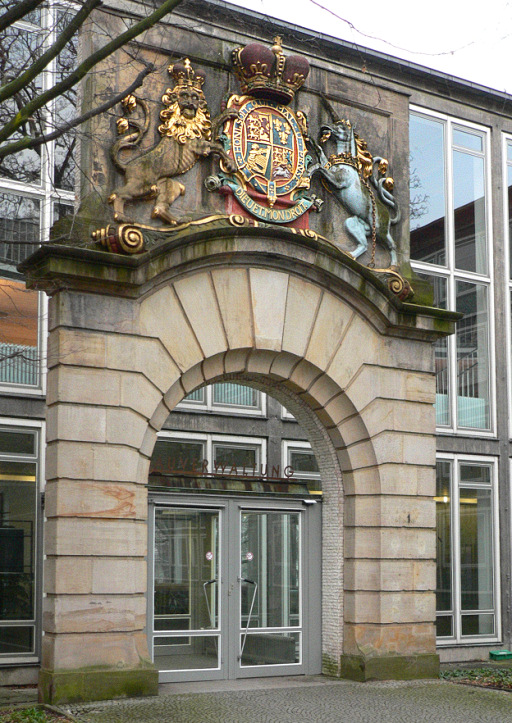
Das vor den Amtseingang translozierte barocke Portal der 1738 errichteten Garde-du-Corps-Kaserne mit dem Britischen Wappen in der vor 1837 verwendeten Form

### Bürgerservice Bauen
Mit dem Bürgerservice Bauen steht allen Bürgern eine zentrale Anlaufstelle für Informationen und Auskünfte rund um das Thema Bauen in Hannover zur Verfügung.

### Fachbereich Planen und Stadtentwicklung
Der Fachbereich Planen und Stadtentwicklung kümmert sich um die strukturelle Ordnung und Entwicklung sowie Gestaltung des baulichen Erscheinungsbildes der Stadt. Er erarbeitet die Grundlagen und Pläne für die Stadtentwicklung, stellt den Flächennutzungsplan sowie die Bebauungspläne auf. Der Bereich Geoinformation entwickelt die hannoversche Stadtkarte und stellt mit Geodaten die Grundlagen für zukünftige Planungen zur Verfügung.
Zu den Aufgaben des Fachbereiches zählt auch die Bauordnung einschließlich des Denkmalschutzes sowie der Bereich Stadterneuerung und Wohnen.

### Fachbereich Tiefbau
Der Fachbereich Tiefbau ist zuständig für Straßen, Brücken und Verkehr in Hannover. Er koordiniert Tiefbauarbeiten anderer Fachbereiche und Leitungsverwaltungen sowie die ehemals dem Ordnungsamt unterstellte Lenkung des Straßenverkehrs. Dazu zählen auch Verkehrsanlagen wie das städtische Parkleitsystem der Stadt sowie die Überwachung der Parkscheinautomaten.

## Angebot von Geodaten
Von ihrem Bestand an Material veröffentlicht die Stadt Hannover seit 2017 kostenfrei umfangreiche Geodaten „zur nahezu unbeschränkten  Nutzung“, also historische und aktuelle Landkarten, auch Themenkarten, in verschiedenen Maßstäben, digitale Orthofotos sowie 3-D-Stadt- und Geländemodelle. Zur Herstellung aktueller Orthfotos wird das Stadtgebiet in jedem zweiten Jahr erneut beflogen.

## Stadtbauräte
Stadtbauräte seit 1900 waren Carl Wolff (1902–1914), Paul Wolf (1914–1922), Karl Elkart (1925–1945), Otto Meffert (1945–1948), Rudolf Hillebrecht (1948–1975), Hanns Adrian (1975–1993). Die einzige Stadtbaurätin war Uta Boockhoff-Gries (1993–2007). Ihr folgte Uwe Bodemann (2008–2020). Seit Herbst 2020 amtiert Thomas Vielhaber.

## Geschichte und Baubeschreibung

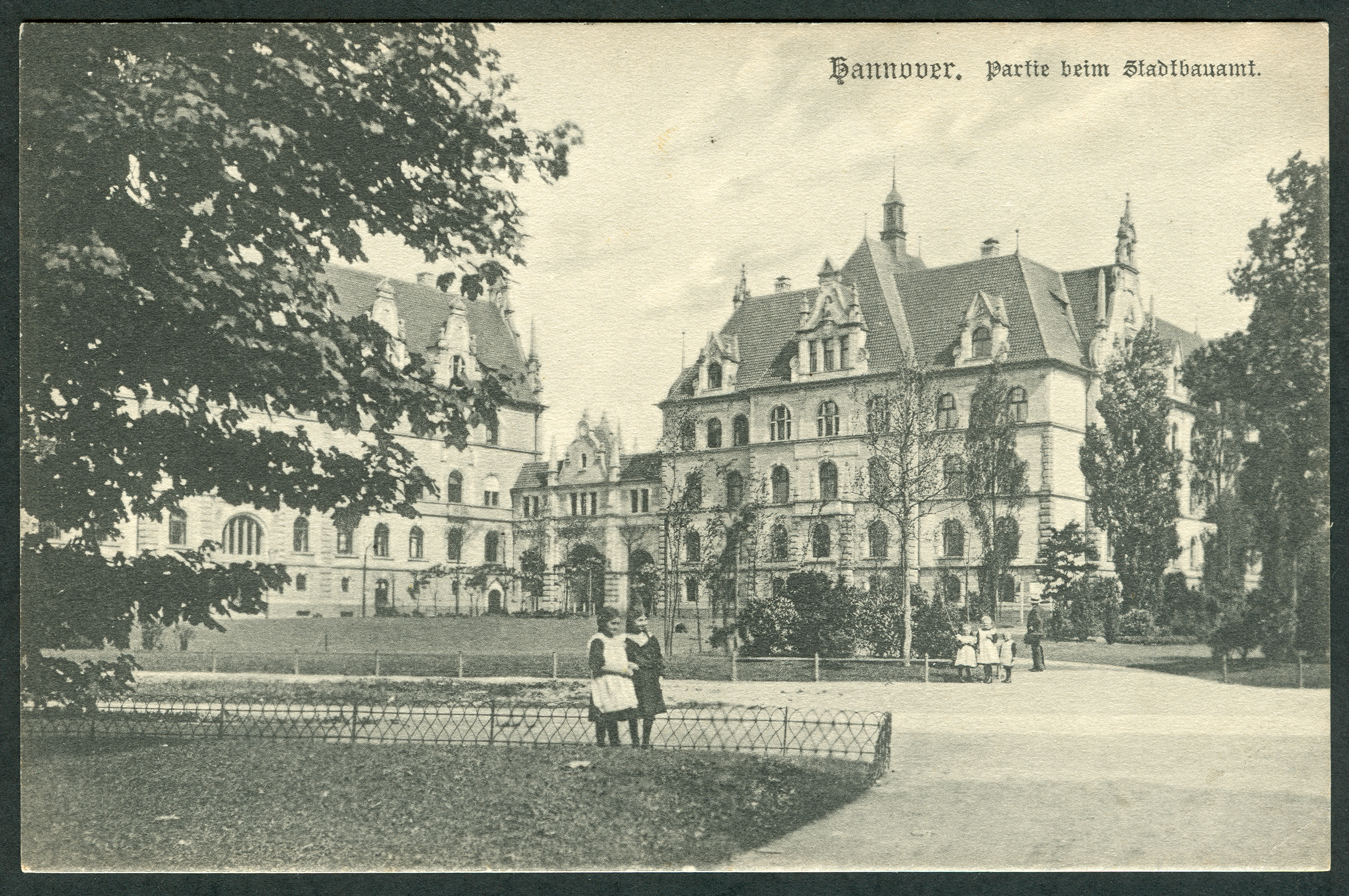
Das ehemalige Bauamtshaus im Maschpark östlich des Neuen Rathauses;
Ansichtskarte Nr. 1053 von Karl F. Wunder, Lichtdruck, um 1906

Dem Leiter des Hochbauamtes und Mitinitiator der ab 1967 angebrachten Stadttafeln Rudolf Christfreund wurde 1979 die Stadttafel Nr. 125 gewidmet.

Als Vorläufer der Bauverwaltung Hannover gilt die 1822 eingerichtete städtische Baukommission, der alle Baupläne zur Genehmigung vorzulegen waren.
Nach der Zerstörung des Anfang des 20. Jahrhunderts östlich des Neuen Rathauses errichteten und später durch die Luftangriffe auf Hannover im Zweiten Weltkrieg zerstörten alten Bauamtshauses, durch das unter anderem auch nahezu das gesamte Kartenmaterial der Stadt Hannover vernichtet und unbrauchbar wurde, bezogen die Mitarbeiter der Bauverwaltung nach 1945 zunächst provisorisch das Haus der Landschaftlichen Brandkasse, bevor sie 1953 in das Wangenheimpalais übersiedelten.
In der frühen Nachkriegszeit wurde unter Rudolf Hillebrecht der geplante Neubau für die Städtische Bauverwaltung und auch der Standort im Maschpark gegen vielfache Widerstände durchgesetzt. So entstand in den 1950er Jahren von 1954 bis 1955 nach Plänen der Architekten Werner Dierschke, Fritz Eggeling und Alfred Müller-Hoeppe eine aus drei versetzten Riegeln errichtete Baugruppe mit acht, drei und vier Geschossen, die gemeinsam mit dem Kestner-Museum in den Maschpark überleitende offene Architekturräume bilden. Die Errichtung des Gebäudes gründete auf Frankiphälen.
Ebenfalls bis 1955 entstand der vor der Bauverwaltung angelegte Platz, damals noch als Teil des Friedrichswalls.
Zwischen höheren zweibündigen Bürobauten erstreckt sich quer ein niedriger Mittelbau, über dessen Eingangshalle eine zweigeschossige Treppenhalle errichtet wurde. Die höheren Gebäuderiegel sind an der Stirnseite mit Naturstein verkleidet, die Fensterbrüstungen  mit Keramik. Die ursprünglich als Verbindung zum Neuen Rathaus und zum Museum August Kestner geplanten Laubengänge wurden allerdings nie realisiert.
Vor den Haupteingang wurde das Portal der zur Zeit des Kurfürstentums Hannover 1738 ehemals am Königsworther Platz errichteten und später kriegszerstörten Kaserne der Garde du Corps gesetzt. Das translozierte Portal im Stil des Barock zeigt aufgrund der seinerzeitigen Personalunion zwischen Großbritannien und Hannover noch das Britische Wappen in der Form vor 1837.
Im Jahr der Weltausstellung Expo 2000 wurde der Platz vor der Bauverwaltung umbenannt nach Rudolf Hillebrecht, von 1948 bis 1975 Stadtbaurat in Hannover.
Die heute denkmalgeschützte Baugruppe war seinerzeit der erste größere kommunale Verwaltungsneubau nach dem Krieg. Insbesondere durch die Nachbarschaft des älteren, historisierenden „Neuen“ Rathauses gilt das sie als „ein gutes Beispiel für die Intention der Stadtplanung unter Stadtbaurat Rudolf Hillebrecht“.
Weil die Natursteinbekleidungen des Gebäudes und deren Verankerungen laut eines Gutachtens extrem schadhaft sind, ist das Gebäude seit Mitte 2014 eingezäunt und eingerüstet. Das Gerüst soll bis zum Jahr 2025 stehen bleiben. Die Sanierung soll von 2027 bis 2030 andauern. 

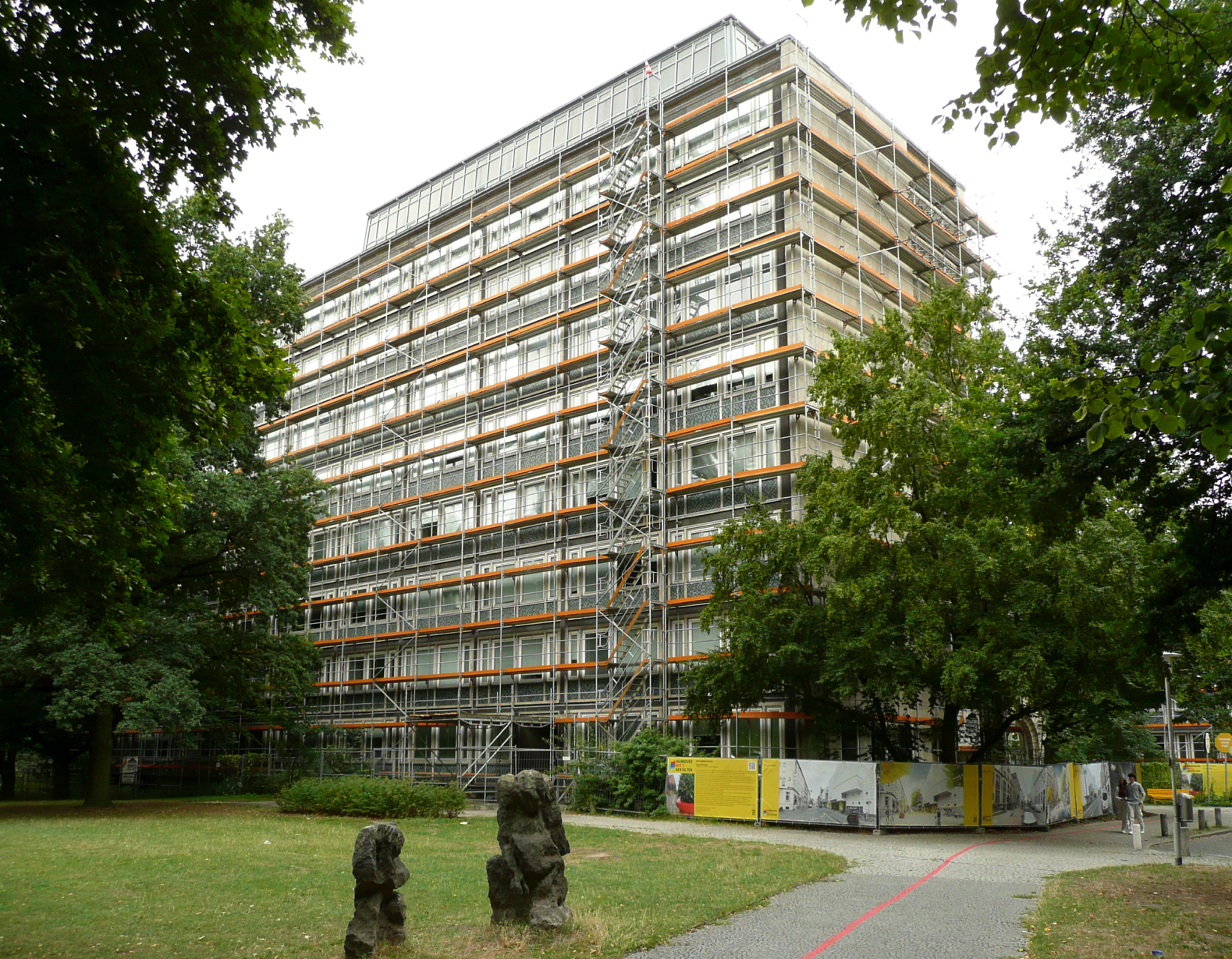
Eingerüstetes Hauptgebäude, 2022
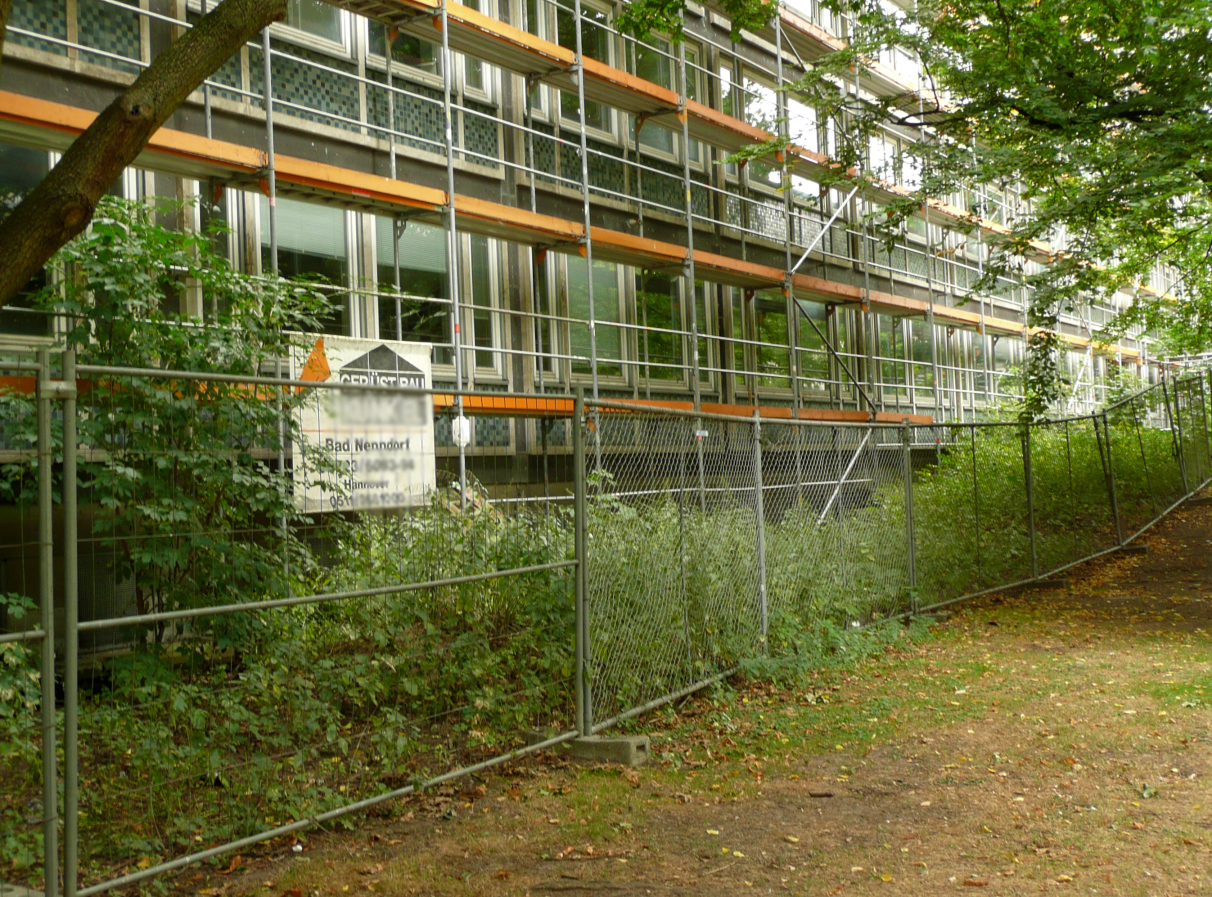
Vegetationsentwicklung im Bereich der Absperrung, 2022

## Persönlichkeiten
Im Baudezernat beziehungsweise dem Stadtbauamt Hannover waren unter anderem folgende Personen tätig:
- Friedrich Wedel (* 1855), der Architekt arbeitete im Stadtbauamt[18]
- ab 1884: Adolf Narten[17]
- 1. April 1912: Otto Meffert wurde als Stadtbaumeister ins Stadtbauamt berufen, wurde 1923 Magistratsbaurat und 1924 Leiter des Stadtplanungsamtes, blieb dem Amt bis 1952 verbunden[17]
- 1925: Karl Elkart wurde zum Stadtbaurat berufen[17]
- 1948–1975: Stadtbaurat Rudolf Hillebrecht[6]
- 1951–1981: Felix zur Nedden, seit 1965 als Leiter des Stadtplanungsamtes
- Ernst Gottfried Mahrenholz, Leiter des Bauverwaltungsamtes 1963–1965
- 1975–1993: Stadtbaurat Hanns Adrian
- ab „Mitte der Siebzigerjahre“: Dieter Eisfeld[19]
- in der Mitte der 1970er Jahre Johann Konrad Keller und Dietmar Schulz
- Uta Boockhoff-Gries (* 1944), in den 1990er und zu Beginn der 2000er Jahre Stadtbaurätin